# Jakob Bercelijus
Jеns Jaкob Berceliјus (20. avgust 1779, Veversunda, Estergetland, Švedska – 7. avgust 1848, Stokholm), švedski hemičar. Bercelijus se smatra, zajedno sa Robertom Bojlom, Džonom Daltonom, i Antoanom Lavoazjeom, jednim od osnivača moderne hemije.
Rođen je u Vefversunda Sorgardu, blizu Linćepinga 20. ili 29. augusta 1779. godine. Nakon što je završio gimnaziju u Linćepingu, upisuje se na Medicinski fakultet na Univerzitetu Upsale, gde 1802. godine stiče zvanje doktora medicine. Bercelijus se isticao u mnogim biološkim disciplinama, pa je odmah po završetku studija dobio posao kao asistent na predmetima botanika i farmacija u Stokholmu. Pet godina kasnije, 1807. godine dobio je status redovnog profesora.
Bercelijus je počeo svoju karijeru kao lekar, ali su njegova istraživanja u oblasti fizičke hemije bila od dugoročnog značaja u razvoju te oblasti. On je posebno zapažen po svom određivanju atomskih težina; njegovi eksperimenti su doveli do kompletnijeg opisa principa stehiometrije, ili polja proporcija hemijkog kombinovanja. Godine 1803. Bercelijus je demonstrirao sposobnost elektrohemijske ćelije da razloži hemikalije u parove električno suprotnih konstituenata.
Bercelijusov rad sa atomskim težinama i njegova teorija elektrohemijskog dualizma doveli su do njegovog razvoja modernog sistema notacije hemijskih formula kojima se može kvalitativno (prikazivanjem elektrohemijski suprotnih sastojaka) i kvantitativno (prikazivanjem proporcija u kojima su sastojci spojeni) prikazati sastav bilo kojeg jedinjenja. Njegov sistem je koristio skraćena latinska imena elemenata sa jednim ili dva slova, i upotrebljavao je superskripte za označavanje broja atoma svakog elementa prisutnog u kiselim i baznim sastojcima.
Bercelijus je otkrio i izolovao nekoliko novih elemenata, uključujući cerijum (1803) i torijum (1828). Bercelijusov interest u mineralogiju takođe je podsticao njegovu analizu i pripremu novih jedinjenja od tih i drugih elemenata. Mineral bercelijanit je otkriven 1850. godine i imenovan po njemu. Bercelijus je bio strog empiričar i insistirao je na tome da svaka nova teorija bude konzistentna sa sumom hemijskog znanja. On je razvio klasične analitičke tehnike, i istražio izomerizam i katalizu, fenomene koji su imenovani po njemu. On je postao član Švedske kraljevske akademije nauka 1808. godine i služio je od 1818. kao njen glavni funkcioner, trajni sekretar. On je poznat u Švedskoj kao „otac švedske hemije”. Bercelijusov dan se proslavlja 20. avgusta u njegovu čast.

## Dostignuća

### Zakon definisanih proporcija
Nedugo po prispeću u Stokholm on je napisao udžbenik hemije za svoje medicinske studente, od čega je započela njegova duga i plodna karijera u oblasti hemije. Godine 1813, on je objavio esej o proporcijama elemenata u jedinjenjima. Taj esej je počeo sa opštim opisom, uveo njegov novi simbolizam, ispitao sve poznate elemente, uključio tabelu specifičnih težina, i završio se izborom jedinjenja zapisanih koristeći njegovu novu formalizaciju. Godine 1818, on je pripremio tabelu relativnih atomskih težina, gde je kiseoniku bila data vrednost od 100, i koja je obuhvatala sve poznate elemente u to vreme. Taj rad je pružio evidenciju u podršci atomske teorije koju je predložio Džon Dalton: da se neorganska hemijska jedinjenja sastoje od atoma kombinovanih u celobrojnim količinama. Otrićem da atomske težine nisu celobrojni umnošci težine vodonika, Bercelijus je isto tako opovrgao Prautovu hipotezu da su elementi izgrađeni od atoma vodonika. Bercelijusova tabela atomskih težina je bila prvo objavljena u nemačkom prevodu njegovog Udžbenika hemije 1826. godine.

### Hemijska notacija
Da bi potpomogao svoje eksperimente, on je razvio sistem hemijske notacije u kojem su elementima bile date jednostavne oznake — kao što je O za kiseonik, ili Fe za gvožđe — a proporcije su bile označene brojevima. To je isti sistem koji se koristi u današnje vreme, jedina razlika je da je umesto subskriptnih brojeva koji se danas koriste (e.g.), Bercelijus koristio superskripte.

### Otkriće elemenata
Bercelijus je identifikovao hemijske elemente silicijum, selenijum, torijum, i cerijum. Studenti koji su radili u Bercelijusovoj laboratoriji su takođe otkrili litijum i vanadijum. Bercelijus je otkrio silicijum putem ponavljanja eksperimenta Ge-Lisaka i Tenara. U tom eksperimentu, Bercelijus je izveo reakciju silicijum tetrafluorida sa metalnim kalijumom i zatim je prečistio svoj produkat isprajući ga dok nije postao smeđi prah. Bercelijus je prepoznao da je taj smeđi prah novi element, koji je on nazivao silicijum, što je ime koje je ranije predložio Dejvi.

## Izbor radova
- De electricitatis galvanicæ apparatu cel. Volta excitæ in corpora organica effectu (Latein), 1802 (gescannt online verfügbar)
- Das saidschitzer Bitterwasser: chemisch untersucht. Haase, Prag 1840
- Föreläsningar in djurkemien (Vorlesungen über Tierchemie), 1. Teil, 1806
- J. Jakob Berzelius, Lehrbuch der Chemie, Bd. 1.1 (2. Aufl. 1825), übersetzt von F. Wöhler
- J. Jakob Berzelius, Lehrbuch der Chemie, Bd. 1 (5. Aufl. 1856), deutsch
- J. Jakob Berzelius, Lehrbuch der Chemie, Bd. 2.1 (1. Aufl. 1826), übersetzt von F. Wöhler
- J. Jakob Berzelius, Lehrbuch der Chemie, Bd. 2.2 (1. Aufl. 1826), übersetzt von F. Wöhler
- J. Jakob Berzelius, Lehrbuch der Chemie, Bd. 2 (5. Aufl. 1856), deutsch
- J. Jakob Berzelius, Lehrbuch der Chemie, Bd. 3.1 (1. Aufl. 1827), übersetzt von F. Wöhler
- J. Jakob Berzelius, Lehrbuch der Chemie, Bd. 3.2 (1. Aufl. 1828), übersetzt von F. Wöhler
- J. Jakob Berzelius, Lehrbuch der Chemie, Bd. 3 (5. Aufl. 1856), deutsch
- J. Jakob Berzelius, Lehrbuch der Chemie, Bd. 4.1 – Thierchemie (1. Aufl. 1831), übersetzt von F. Wöhler
- J. Jakob Berzelius, Lehrbuch der Chemie, Bd. 4.2 – Chemische Operationen und Geräthschaften (1. Aufl. 1831), übersetzt von F. Wöhler
- J. Jakob Berzelius, Lehrbuch der Chemie, Bd. 4 (5. Aufl. 1856), deutsch
- J. Jakob Berzelius, Lehrbuch der Chemie, Bd. 5 (5. Aufl. 1856), deutsch
- J. Jakob Berzelius, Lehrbuch der Chemie, Bd. 6 (3. Aufl. 1837), übersetzt von F. Wöhler
- J. Jakob Berzelius, Lehrbuch der Chemie, Bd. 7 (4. Aufl. 1838), übersetzt von F. Wöhler
- J. Jakob Berzelius, Lehrbuch der Chemie, Bd. 8 (4. Aufl. 1839), übersetzt von F. Wöhler
- J. Jakob Berzelius, Lehrbuch der Chemie, Bd. 9 (4. Aufl. 1840), übersetzt von F. Wöhler
- J. Jakob Berzelius, Lehrbuch der Chemie, Bd. 10 (3. Aufl. 1841), übersetzt von F. Wöhler

## Literatura
- Jaime Wisniak (2000). „Jöns Jacob Berzelius A Guide to the Perplexed Chemist”. The Chemical Educator. 5 (6): 343—350. doi:10.1007/s00897000430a.
- Paul Walden (1947). „Zum 100. Todestag von Jöns Jakob Berzelius am 7. August 1948”. Zeitschrift Naturwissenschaften. 34 (11): 321—327. Bibcode:1947NW.....34..321W. doi:10.1007/BF00644137.
- Holmberg, Arne (1933). Bibliografi över J. J. Berzelius.. 2 parts in 5 vol. Stockholm: Kungl. Svenska Vetenskapsakademien, 1933–67. 1. del och suppl. 1–2. Tryckta arbeten av och om Berzelius. 2. del och suppl. Manuskript
- Jorpes, J. Erik (1966). Jac. Berzelius – his life and work.; translated from the Swedish manuscript by Barbara Steele. Stockholm: Almqvist & Wiksell, 1966. (Reissued by University of California Press, Berkeley, (1970)  978-0-520-01628-6)
- Partington, J. R (1964). History of Chemistry.; vol. 4. London: Macmillan; pp. 142–77
- Lothar Dunsch: Jöns Jacob Berzelius, Teubner 1986
- Georg Lockemann: Geschichte der Chemie in kurzgefaßter Darstellung. 2. Von der Entdeckung des Sauerstoffs bis zur Gegenwart. Walter de Gruyter & Co., Berlin 1955, S. 29 ff.
- Paul Walden (1947). „Zum 100. Todestag von Jöns Jakob Berzelius am 7. August 1948”. Die Naturwissenschaften. 34 (11): 321—327. doi:10.1007/BF00644137.
- James E. Marshall, Virginia R. Marshall: Rediscovery of the Elements. Hexagon (2007), p. 70–76
- H. G. Söderbaum: Jacob Berzelius, Levnadsteckning, 3 Bände, Uppsala, 1929 bis 1931 (Standardbiographie, schwedisch)
- H. G. Söderbaum: Berzelius Werden und Wachsen 1779–1821, Leipzig, 1899
- Wilhelm Prandtl: Humphry Davy, Jöns Jacob Berzelius, Stuttgart, 1948
- J. Erik Jorpes: Jacob Berzelius, His Life and Work, Stockholm, Almqvist & Wiksell 1966, Nachdruck University of California Press 1970
- Arne Holmberg: Bibliografi över Berzelius, Band 1, 1933, mit Supplement 1 (1936) und 2 (1953), Band 2, 1936, mit Supplement 1 (1953), Uppsala/Stockholm, Königlich Schwed. Akad. Wiss. (Verzeichnis seiner Publikationen)
- Olof Larsell (Übersetzer): Jöns Jacob Berzelius Autobiographical Notes, Baltimore, 1934
- J. R. Partington: History of Chemistry, Band 4, Macmillan 1964

## Spoljašnje veze
- Jöns Jakob Berzelius на сајту Пројекат Гутенберг (језик: енглески)
- Jakob Bercelijus на сајту Internet Archive (језик: енглески)
- Poliakoff, Martyn. Jöns Jacob Berzelius. University of Nottingham: The Periodic Table of Videos.